# Fredrik Wilhelm Åkerberg
Fredrik Wilhelm Åkerberg, född 19 april 1845 i Stockholm, död 18 juni 1931 i Helsingborg, var en svensk grafiker och silhuettör.
Efter studier vid Konstakademien i Stockholm 1864–1865 anställdes Åkerberg som biträde vid Maria Ahlbergs fotoateljé i Stockholm. Han började som gravörelev vid Sjökartsverket 1868 och utnämndes till gravör där 1873. Han flyttade till Helsingborg 1916. Bland hans kända arbeten märks exlibris för Carl Jedvard Bonde.   